# Hipismo nos Jogos Paralímpicos de Verão de 2012
As competições de hipismo nos Jogos Paralímpicos de Verão de 2012 foram disputadas entre os dias 30 de agosto e 4 de setembro no Greenwich Park, em Londres.
A única modalidade disputada nos Jogos Paralímpicos é o adestramento. Participam atletas com diferentes tipos de deficiência, como deficientes visuais, paralisado cerebrais e cadeirantes. A competição é mista, com cavaleiros e amazonas competindo nos mesmos eventos. Além dos atletas, os cavalos também recebem medalhas. Os atletas são divididos em 4 classes:
- Classe I: Competem atletas cadeirantes com pouco equilíbrio do tronco e/ou debilitação motora nos quatro membros, ou atletas sem equilíbrio mas com bom funcionamento dos membros inferiores. Essa classe é subdivida em LA e LB;
- Classe II: Cadeirantes ou atletas com severa debilitação envolvendo o tronco ou atletas que sofrem de hemiplegia;
- Classe III: Atletas que são capazes de caminhar sem suporte, que sofrem de hemiplegia moderada. Nessa classe competem também os atletas com deficiência visual total;
- Classe IV: São atletas com os menores graus de deficiência. Competem nessa classe atletas com debilitação de um ou mais membros ou atletas com algum grau de deficiência visual.

## Calendário
| Agosto/setembro | 29 | 30 | 31 | 1 | 2 | 3 | 4 | 5 | 6 | 7 | 8 | 9 |
| --------------- | -- | -- | -- | - | - | - | - | - | - | - | - | - |
| Remo            |    |    |    | 2 | 3 | 2 | 3 |   |   |   |   |   |

|  | Dia de competição |  | Dia de final |

## Eventos
- Concurso Individual Ia
- Concurso Individual Ib
- Concurso Individual II
- Concurso Individual III
- Concurso Individual IV
- Estilo livre individual Ia
- Estilo livre individual Ib
- Estilo livre individual II
- Estilo livre individual III
- Estilo livre individual II
- Estilo livre individual IV
- Concurso por equipes

## Medalhistas
| Evento                    | Ouro                                                                          | Prata                                                                       | Bronze                                                              |
| ------------------------- | ----------------------------------------------------------------------------- | --------------------------------------------------------------------------- | ------------------------------------------------------------------- |
| Individual Ia detalhes    | Sophie Christiansen GBR Grã-Bretanha                                          | Helen Kearney IRL Irlanda                                                   | Laurentia Tan SIN Singapura                                         |
| Individual Ib detalhes    | Joann Formosa AUS Austrália                                                   | Lee Pearson GBR Grã-Bretanha                                                | Pepo Puch AUT Áustria                                               |
| Individual II detalhes    | Natasha Baker GBR Grã-Bretanha                                                | Britta Näpel GER Alemanha                                                   | Angelika Trabert GER Alemanha                                       |
| Individual III detalhes   | Hannelore Brenner GER Alemanha                                                | Deborah Criddle GBR Grã-Bretanha                                            | Annika Dalskov DEN Dinamarca                                        |
| Individual IV detalhes    | Michèle George BEL Bélgica                                                    | Sophie Wells GBR Grã-Bretanha                                               | Frank Hosmar NED Países Baixos                                      |
| Estilo livre Ia detalhes  | Sophie Christiansen GBR Grã-Bretanha                                          | Laurentia Tan SIN Singapura                                                 | Helen Kearney IRL Irlanda                                           |
| Estilo livre Ib detalhes  | Pepo Puch AUT Áustria                                                         | Katja Karjalainen FIN Finlândia                                             | Lee Pearson GBR Grã-Bretanha                                        |
| Estilo livre II detalhes  | Natasha Baker GBR Grã-Bretanha                                                | Britta Näpel GER Alemanha                                                   | Angelika Trabert GER Alemanha                                       |
| Estilo livre III detalhes | Hannelore Brenner GER Alemanha                                                | Deborah Criddle GBR Grã-Bretanha                                            | Annika Dalskov DEN Dinamarca                                        |
| Estilo livre IV detalhes  | Michèle George BEL Bélgica                                                    | Sophie Wells GBR Grã-Bretanha                                               | Frank Hosmar NED Países Baixos                                      |
| Por equipes detalhes      | Lee Pearson Sophie Wells Deborah Criddle Sophie Christiansen GBR Grã-Bretanha | Angelika Trabert Britta Näpel Steffen Zeibig Hannelore Brenner GER Alemanha | Eilish Byrne James Dwyer Geraldine Savage Helen Kearney IRL Irlanda |

## Quadro de medalhas
| Ordem | País              | Medalha de ouro | Medalha de prata | Medalha de bronze |    |
| ----- | ----------------- | --------------- | ---------------- | ----------------- | -- |
| 1     | GBR Grã-Bretanha  | 5               | 5                | 1                 | 11 |
| 2     | GER Alemanha      | 2               | 3                | 2                 | 7  |
| 3     | BEL Bélgica       | 2               |                  |                   | 2  |
| 4     | AUT Áustria       | 1               |                  | 1                 | 2  |
| 5     | AUS Austrália     | 1               |                  |                   | 1  |
| 6     | IRL Irlanda       |                 | 1                | 2                 | 3  |
| 7     | SIN Singapura     |                 | 1                | 1                 | 2  |
| 8     | FIN Finlândia     |                 | 1                |                   | 1  |
| 9     | DEN Dinamarca     |                 |                  | 2                 | 2  |
| 9     | NED Países Baixos |                 |                  | 2                 | 2  |
| TOTAL | TOTAL             | 11              | 11               | 11                | 33 |